# Anthocharis sara
Anthocharis sara es una especie de mariposas de la familia Pieridae (subfamilia Pierinae, tribu Anthocharini). Incluye 8 subespecies, que se distribuyen desde el noroeste de Estados Unidos (Alaska), hasta México.

## Subespecies
- Anthocharis sara sara
- Anthocharis sara flora
- Anthocharis sara alaskensis
- Anthocharis sara gunderi
- Anthocharis sara browningi
- Anthocharis sara inghami
- Anthocharis sara reakirtii
- Anthocharis sara sempervirens

Las plantas huéspedes pertenecen a la familia Brassicaceae o Cruciferae.